# Тетяна Андріанова
Тетяна Андріанова (нар. 13 жовтня 1978) — українська підприємиця та юристка у сферах корпоративного управління, злиттів і поглинань, управління та реструктуризації портфелів активів, експерт із корпоративної безпеки. Голова Комітету з питань гендерної політики Національної асоціації адвокатів України, член правління Асоціації професіоналів корпоративної безпеки України, координатор Women in Security Council відділу в Україні, генеральний директор компанії Nota Group, та Octava Capital, голова комітету корпоративної безпеки групи компаній «Октава», власник адвокатського бюро Андріанової.

## Освіта
2000 — закінчила Київський національний економічний університет ім. Гетьмана за спеціальністю «правознавство».
У 2014 році здобула ступінь МВА в Міжнародному інституті менеджменту та пройшла стажування в Університеті Карнегі Меллон у штаті Пенсильванія, США.

## Кар'єра
У 2001 розпочала роботу у ЗАТ «Інформаційні комп'ютерні системи» з посади помічника юриста.
У 2004 отримала свідоцтво про право на зайняття адвокатською діяльністю.
З 2016 року займає посаду генерального директора у компанії Nota Group та 2020 року посаду генерального директора в компанії «Октава Капітал».

## Громадська діяльність
З 2017 року — член правління Асоціації Професіоналів Корпоративної безпеки в Україні (АПКБУ). Напрямок діяльності Фонду: створення, структурування та розвиток ринку корпоративної безпеки України, включно із його законодавчим забезпеченням і застосуванням кращих практик корпоративної безпеки та корпоративного управління.
З 2018 року — координатор Women in Security при ASIS Ukraine. Напрямок діяльності — імплементація кращих світових стандартів у галузі безпеки, обмін досвідом та застосуванню кращих практик безпеки в Україні, викладач курсу «Керівник корпоративної безпеки» Асоціації Професіоналів Корпоративної безпеки в Україні, Глава Комітету керівників юридичних департаментів при АПКБУ
З 2021 — голова Комітету з питань гендерної політики, що діє у складі Національної асоціації адвокатів України.
З 2022 — співзасновниця проєкту «Поверни своє», волонтерської платформа для тих, хто втратив своє житло внаслідок військової агресії Росії. З того ж року бере участь у волонтерському проєкті Адвокати ЗСУ.

## Політична та наукова активність
2011—2012, учасник робочої групи з розробки пакету законопроєктів, спрямованих на розвиток ІТ-індустрії в Україні.
Має великий досвід у розробці стратегій захисту майнових інтересів власників бізнесу, роботи з ризиками та недопущенням внутрішніх і зовнішніх загроз, ведення переговорів і вирішення корпоративних конфліктів. Автор багатьох експертних матеріалів та статей в галузі права, запрошений спікер освітніх подій у сфері корпоративного управління та права.

## Відзнаки та нагороди
- 2020 — увійшла до 25 найуспішніших жінок українського бізнесу за версією видання «Ділова столиця»
- 2020 — одна з 25 найуспішніших бізнес-леді України за версією журналу «Власть денег» (2020).[24]
- 2021 — одна серед 10 найкращих СЕО року за версією видання «Бізнес»